# Fethi Nourine
Fethi Nourine (àrab: فتحي نورين)  (Orà, 14 de juny de 1991) és un judoka algerià que és tricampió d'Àfrica. Nourine va ser suspès per la Federació Internacional de Judo durant deu anys, fins al juliol de 2031, arran de la decisió de no enfrontar-se a un judoka israelià als Jocs Olímpics d'Estiu de 2020.

## Trajectòria
Criat a Orà, Nourine va començar a practicar judo als set anys després de ser introduït a l'esport pel seu germà. El 2014 va guanyar en la categoria de 66 kg a l'Open d'Àfrica, superant a la final el seu compatriota Houd Zourdani. Va ser la primera medalla d'or d'Algèria del torneig. Es va convertir en campió d'Àfrica en la categoria 73 kg el 2018. Va conservar el seu títol l'any següent a Tunísia i aquell mateix any va participar en la Copa del Món al Japó. Va guanyar el seu primer combat, però després es va retirar del torneig, ja que es va negar a enfrontar-se al seu següent rival, el judoka israelià Tohar Butbul. El 2021 Nourine va tornar a guanyar el Campionat d'Àfrica de judo.
Un cop classificat per als Jocs Olímpics d'Estiu de 2020 de Tòquio, Nourine i el seu entrenador Amar Benikhlef van anunciar la seva retirada del torneig després de l'emparellament del sorteig contra l'israelià Tohar Butbul, el cap de sèrie número 5 del torneig. Nourine va declarar que el seu suport polític a la causa palestina li feia impossible de competir potencialment contra ell a la segona ronda. La Federació Internacional de Judo va anunciar les suspensions immediates d'ell i del seu entrenador el 24 de juliol de 2021. El setembre de 2021, Nourine i Benikhlef van ser sancionats durant deu anys.